# Splendrillia longbottomi
Splendrillia longbottomi é uma espécie de gastrópode do gênero Splendrillia, pertencente a família Drilliidae.